# Pelycidion venustulum
Pelycidion venustulum is een slakkensoort uit de familie van de Pelycidiidae. De wetenschappelijke naam van de soort is voor het eerst geldig gepubliceerd in 1873 door P. Fischer.